# Jean Jaurès
Jean Jaurès (* 3 tháng 9 1859 in Castres, Tarn, Pháp; † 31 tháng 7 1914 tại Paris) là một chính trị gia Xã hội chủ nghĩa và cũng là một sử gia. Jaurès, một trong những đại biểu cho chủ thuyết xã hội chủ nghĩa cải cách (Reformsozialismus) vào cuối thế kỷ 19 và đầu thế kỷ 20 tại Pháp, bị một kẻ dân tộc chủ nghĩa cực đoan sát hại vào ngày 31 tháng 7 năm 1914, chỉ ngay trước khi Chiến tranh thế giới thứ nhất bộc phát.

## Tiểu sử
Sinh năm 1859 trong một gia đình tư sản nghèo, bố là một tiểu chủ nghề nông và buôn bán vải, Jean Jaurès học rất giỏi. Ông thi đậu vào trường đại học ưu tú École normale supérieure (Paris) và trở thành thạc sĩ triết học. Ban đầu ông là giáo viên tại một trường trung học ở Albi. Đến năm 1883 thì được nhận làm giảng sư triết học tại đại học ở Toulouse.

## Sự nghiệp chính trị
Từ năm 1885 ông bắt đầu hoạt động chính trị, và cùng năm ông đã trúng cử vào Nghị viện Pháp cho phe Cộng hòa, và là nghị sĩ trẻ nhất nước. Sau khi thất cử vào năm 1889 Jaurès đi dạy trở lại, lấy bằng tiến sĩ. Ông cũng bỏ thời giờ hoạt động chính trị địa phương và dần dần thiên về phe xã hội chủ nghĩa.
Một biến tiến quan trọng trong sự nghiệp chính trị của ông là việc dấn thân yểm trợ những người làm việc ở hầm mỏ Carmaux, mà đã đình công vào năm 1892, chống lại 1500 quân lính được điều hành tới để đàn áp họ. Dưới áp lực của cuộc đình công và dư luận công chúng, chính phủ đã phải can thiệp để giải quyết cuộc đình công xử thuận lợi cho người lao động. Marquis de Solages, chủ nhân của hầm mỏ, đồng thời cũng là nghị viên của quốc hội đã phải từ chức. Năm sau đó Jaurès được bầu vào chỗ trống này.
Từ năm 1893 cho tới 1914 ngoại trừ 4 năm gián đoạn Jaurès là nghị viên quốc hội của phe Cộng hòa thân tả. Ông nổi tiếng là có tài diễn thuyết. Trong những thành công là việc ông đòi xử lại vụ án Dreyfus.
Ông bắt đầu viết báo rất sớm, ban đầu cho các tờ báo địa phương, đặc biệt là « La Dépêche du Midi» của Toulouse, sau đó cho tờ Le Midi Socialiste. Năm 1904, với sự hỗ trợ của một số bạn hữu ông lập ra một tờ báo riêng, đặt tên báo là L'Humanité (Nhân đạo).
Năm 1902, Jaurès là một trong những sáng lập viên Đảng Xã hội Pháp. Ông bắt đầu viết báo rất sớm, ban đầu cho các tờ báo địa phương, đặc biệt là « La Dépêche du Midi» của Toulouse, sau đó cho tờ Le Midi Socialiste. Năm 1904, với sự hỗ trợ của một số bạn hữu ông lập ra tờ báo đảng, đặt tên báo là L'Humanité (Nhân đạo). Báo này sau này là tiếng nói của Đảng Cộng sản Pháp (PCF).
Năm 1905, Jaurès được bầu làm chủ tịch của liên đảng Xã hội chủ nghĩa Section française de l'Internationale ouvrière (SFIO) mà ông, Jules Guesde và Édouard Vaillant là lãnh tụ của các nhóm, tách ra không làm việc với những nhóm quá khích. Quan điểm của ông về một chủ nghĩa Xã hội, đặt trên căn bản Ki Tô Nhân bản và hướng tới một sự thay đổi quan hệ xã hội theo những con đường dân chủ lập hiến, đưa tới những xung đột với nhóm marxist Cách mạng trong đảng SFIO. Chương trình hoạt động của SFIO vì vậy là một dung hòa nhiều khuynh hướng khác nhau nên có cả những quan điểm marxist với tín điều đấu tranh giai cấp cũng như với những mục tiêu đổi mới.
Jaurès chống lại chủ nghĩa quân phiệt, chủ trương bảo vệ hòa bình. Trong những cuộc biểu tình cho hòa bình và tại quốc hội, ông đòi hỏi một thỏa thuận chính trị với nước Đức, khi cuộc chiến tranh gần kề. Bởi vậy ông bị nhóm thân hữu rất căm ghét.

## Cái chết và ảnh hưởng
Một ngày trước khi Chiến tranh thế giới thứ nhất bộc phát, vào ngày 31 tháng 7 năm 1914, Jean Jaurès bị một người dân tộc chủ nghĩa cực đoan ám sát chết tại một Café ở Paris. Sau khi nước Pháp chiến thắng, tên sát nhân được tòa xử tha bổng vào ngày 29 tháng 3 năm 1919. Ngoài ra người vợ góa chồng phải chịu trả tiền tòa.
Năm 1924 xác của Jean Jaurè được đưa vào Điện Panthéon. Để tưởng nhớ đến ông, đến những hoạt động không ngừng cho nền hòa bình, đến những tang tóc mà cuộc đệ nhất thế chiến đã mang lại, nhiều làng xã ở Pháp đã đặt tên ông cho những con đường và các công viên. Ở Paris cũng như Lille và Toulouse có trạm xe điện ngầm lấy tên ông. Cả ở Berlincả một phần đường Cyclopstraße nằm ở khu vực Berlin-Waidmannslust quận Reinickendorf vào ngày 1 tháng 11 năm 1987 được đổi tên là Jean-Jaurès-Straße. Ở Viên một con hẻm vào năm 1919 được đặt tên là Jaurèsgasse và một chung cư xây vào 1925–1926 lấy tên là Jean-Jaurès-Hof.
Jacques Brel, một nhạc sĩ người Bỉ cũng viết một bài ca tưởng nhớ ông với tựa Jaurès (1977). Đảng Xã hội Pháp đã đặt tên cho một quỹ chính trị của họ là Fondation Jean-Jaurès.